# Arkas Spor Kulübü 2012-2013 (pallavolo maschile)
Questa voce raccoglie le informazioni riguardanti l'Arkas Spor Kulübü nella stagione 2012-2013.

## Organigramma societario
Area direttiva
- Presidente: Lucien Arkas

Area organizzativa
- Team manager: Yaşar Ergün

Area tecnica
- Allenatore: Glenn Hoag
- Secondo allenatore: Fazıl Demirci, Tilen Kozamernik
- Statistico: Murat Haktanır

## Rosa
| N° | Nome                | Ruolo | Data di nascita  | Nazionalità sportiva |
| -- | ------------------- | ----- | ---------------- | -------------------- |
| 1  | Mustafa Ramazanoğlu | P     | 5 maggio 1979    | Turchia              |
| 2  | John Perrin         | S     | 17 agosto 1989   | Canada               |
| 3  | Ahmet Pezuk         | C     | 8 giugno 1987    | Turchia              |
| 5  | Hasan Yeşilbudak    | L     | 11 gennaio 1984  | Turchia              |
| 6  | Justin Duff         | C     | 10 maggio 1988   | Canada               |
| 7  | Liberman Agámez     | S/O   | 15 febbraio 1985 | Colombia             |
| 8  | Burutay Subaşı      | S/O   | 15 luglio 1990   | Turchia              |
| 9  | Hakkı Çapkınoğlu    | C     | 20 luglio 1990   | Turchia              |
| 10 | Mustafa Koç         | C     | 23 febbraio 1992 | Turchia              |
| 11 | Yiğit Gülmezoğlu    | P     | 28 dicembre 1995 | Turchia              |
| 12 | Emin Gök            | C     | 15 febbraio 1988 | Turchia              |
| 13 | João Paulo Bravo    | S     | 7 gennaio 1979   | Brasile              |
| 14 | Kevin Hansen        | P     | 19 marzo 1982    | Stati Uniti          |
| 15 | Bülent Kandemir     | S     | 5 gennaio 1976   | Turchia              |
| 16 | Ufuk Minici         | S/O   | 20 gennaio 1991  | Turchia              |
| 17 | Yiğit Onaylı        | S     | 30 maggio 1994   | Turchia              |
| 18 | Adam Simac          | C     | 9 agosto 1983    | Canada               |